# GMBプロダクション
有限会社GMBプロダクションは、日本の芸能事務所。

## 概要
- 社名 有限会社GMBプロダクション
- 代表取締役 田中実知子
- 設立 2004年9月13日
- 関連会社 麗タレントプロモーション

## 主な所属タレント
2022年6月時点
- 白本彩奈
- 矢島八雲
- 蒲生純一
- 五頭岳夫
- 林歩楓
- 高瀬媛子
- 中西晶
- 柚月美穂
- 菅登未男（ピカデリー梅田）

## 主な過去の所属タレント
- あまのまい[1]
- 粕谷奈美[2]
- 新嘉喜由芽
- タモト清嵐
- 長野レイナ[3]
- 花田俊
- 葉山恵里[4]
- 細貝圭[5]
- ほのかりん
- 松沢蓮[6]
- 三宅梢子[7]
- 森里一大
- 柚りし菓